# Lovely!
『Lovely!』（ラブリー!）は、deepsの1枚目のアルバム。

## 概要
- deeps名義で発売された唯一のアルバム。
- オリコントップ10入りを果たした。

## 収録曲
全作詞・作曲：伊秩弘将　全編曲：水島康貴
1. Sunshine Love
2. ハピネス
3. Love is Real
1stシングル。
4. 真夏のDistance
5. LOVING YOU
6. Jealousy
7. Memories
8. リゾート
9. プレミア
10. ヴァージンラヴ
11. Good Night, My Broken Heart
12. Love is Real(deep Night 2:00am Mix)